# Diocesi di Irina
La diocesi di Irina (in latino Dioecesis Hirinensis) è una sede soppressa e sede titolare della Chiesa cattolica.

## Storia
Irina, nell'odierna Tunisia, è un'antica sede episcopale della provincia romana di Bizacena.
Sono tre i vescovi documentati di questa diocesi africana. Il cattolico Tertulliano intervenne alla conferenza di Cartagine del 411, che vide riuniti assieme i vescovi cattolici e donatisti dell'Africa romana; in quell'occasione la sede non aveva vescovi donatisti.
Il nome di Saturo figura al 94º posto nella lista dei vescovi della Bizacena convocati a Cartagine dal re vandalo Unerico nel 484; Saturo, come tutti gli altri vescovi cattolici africani, fu condannato all'esilio.
Ultimo vescovo noto di Irina è Teodoro che sottoscrisse la lettera sinodale dei vescovi della Bizacena riuniti in concilio nel 646 per condannare il monotelismo e indirizzata all'imperatore Costante II.
Dal XVIII secolo Irina è annoverata tra le sedi vescovili titolari della Chiesa cattolica; dall'8 marzo 2022 il vescovo titolare è Frank Schuster, vescovo ausiliare di Seattle.

## Cronotassi

### Vescovi
- Tertulliano † (menzionato nel 411)
- Saturo † (menzionato nel 484)
- Teodoro † (menzionato nel 646)

### Vescovi titolari
- Giuseppe Isidoro Persico † (20 marzo 1726 - 18 giugno 1731 nominato vescovo di Isernia)
- Aleksander Kazimierz Horain † (24 settembre 1731 - 24 luglio 1774 deceduto)
- Adalbert Radoszewski † (23 aprile 1787 - ?)
- Joannes Augustinus Paredis † (24 novembre 1840 - 4 marzo 1853 nominato vescovo di Roermond)
- Raffaele di Nonno, C.SS.R. † (9 agosto 1883 - 12 febbraio 1889 succeduto vescovo di Termoli)
- James Charles McDonald † (13 giugno 1890 - 1º maggio 1891 succeduto vescovo di Charlottetown)
- Vittorio Emanuele Sagrada, P.I.M.E. † (10 maggio 1908 - 10 febbraio 1939 deceduto)
- Thomas Aloysius Boland † (21 maggio 1940 - 21 giugno 1947 nominato vescovo di Paterson)
- Emile-Joseph Socquet, M.Afr. † (8 gennaio 1948 - 14 settembre 1955 nominato arcivescovo di Ouagadougou)
- Mario Di Lieto † (11 agosto 1956 - 21 novembre 1957 nominato vescovo di Ascoli Satriano e Cerignola)
- Reginald John Delargey † (25 novembre 1957 - 1º settembre 1970 nominato vescovo di Auckland)
- Ugo Camozzo † (22 settembre 1970 - 7 luglio 1977 deceduto)
- Florian Kuntner † (30 settembre 1977 - 30 marzo 1994 deceduto)
- Fernando María Bargalló (27 aprile 1994 - 13 maggio 1997 nominato vescovo di Merlo-Moreno)
- Gilberto Fernández † (23 giugno 1997 - 30 settembre 2011 deceduto)
- George Arthur Sheltz † (21 febbraio 2012 - 21 dicembre 2021 deceduto)
- Frank Schuster, dall'8 marzo 2022